# إنديانابوليس 500 سنة 1956
سباق إنديانا بوليس -500 ميل 1956 أقيم في حلبة إنديانابوليس موتور سبيدواي في 30 مايو 1956 وفاز في السباق بات فلاهيرتي من فريق جون زنك بمتوسط سرعة 128.490 ميل/س (206.785 كم/س).
وكان أول المنطلقين بات فلاهيرتي بسرعة 145.596 ميل/س (234.314 كم/س).